# 山本容朗
山本 容朗（やまもと ようろう、1930年4月20日 -2013年12月4日）は、日本の文芸評論家。

## 人物・来歴
埼玉県本庄市生まれ。旧制埼玉県立熊谷中学校を経て、1953年國學院大學国文科卒。角川書店で編集者として1953年～1964年まで在籍し、文芸書、特に「角川小説新書」を担当した。1975年にフリーとなり、文筆業。
吉行淳之介について一貫して論じ編纂しているが、食味エッセイでも知られ、また文人の随筆の編纂も多い。

## 著書
- 『現代作家その世界』翠楊社 1972 のちみき書房から再刊　のち「作家の生態学」文春文庫
- 『ここだけの話 文壇百話』潮出版社 1978 のち文庫
- 『文壇百話 続・ここだけの話』潮出版社 1979
- 『作家の食談』鎌倉書房 1980 「作家の食卓」河出文庫
- 『新宿交遊学』潮出版社 1980
- 『作家の人名簿』文化出版局 1982 のち徳間文庫
- 『作家が女をみつめる時』実業之日本社 1982
- 『居酒屋の作家』潮出版社 1982
- 『いい店見つけた』潮出版社 1986
- 『名作・温泉カタログ』文藝春秋 1989
- 『名作飲み喰い物語』河出書房新社 1990
- 『女は小説の達人 女性だけの小説教室』主婦と生活社 1990
- 『東京近郊ぶらり文学散歩』文藝春秋 1994
- 『日本文学の散歩みち』実業之日本社 1994
- 『人間・吉行淳之介』文藝春秋 1995 のち文庫
- 『ちゃんばら狂ブック』文藝春秋 1998
- 『文人には食あり 文壇食物誌』廣済堂出版 2002 のち角川春樹事務所グルメ文庫

### 編纂
- 『吉行淳之介の研究』 実業之日本社 1978
- 『酒呑みに献げる本』正続 実業之日本社 1979-1981 のち光文社文庫
- 『日々これ好食』 鎌倉書房 1979
- 『食通に献げる本 グルメが驚喜、垂涎』 実業之日本社 1980
- 『東京余情 文人が愛した町々』 実業之日本社 1982
- 『猫は神さまの贈り物』 実業之日本社 1982
- 『みちのく余情 文人が愛した風物と詩情』 実業之日本社 1982
- 『越後・佐渡の旅路』 文化出版局 1982
- 『人生ひとりの師』 実業之日本社 1984
- 『今昔温泉物語 伊豆・箱根、関東篇』 福武文庫 1990
- 『清貧の食卓 文人グルメが明かすおいしさの原点』 実業之日本社 1994 のち中公文庫
- 『素晴らしき晩年 文豪はいかに人生を完走したか』 実業之日本社 1995

## 参考
- 『文藝年鑑』2010年

## 註
1. ↑  『文藝家協会ニュース』2014年3月
2. 1 2 3  日外アソシエーツ現代人物情報
3. ↑  鎗田清太郎『角川源義の時代 角川書店をいかにして興したか』角川書店 P.220